# Nannoroncus ausculator
Nannoroncus ausculator är en spindeldjursart som beskrevs av Beier 1955. Nannoroncus ausculator ingår i släktet Nannoroncus och familjen Ideoroncidae. Inga underarter finns listade i Catalogue of Life.